# Gymnodraco acuticeps
Gymnodraco acuticeps är en fiskart som beskrevs av George Albert Boulenger 1902. Gymnodraco acuticeps ingår i släktet Gymnodraco och familjen Bathydraconidae. Inga underarter finns listade i Catalogue of Life.